# Enter Shikari
Vous lisez un « bon article » labellisé en 2012.
Enter Shikari, anciennement Hybryd, est un groupe de post-hardcore britannique, originaire de St Albans, dans le Hertfordshire. Formé en 2003, le groupe se compose de Roughton « Rou » Reynolds au chant et au clavier, de Chris « Batty C » Batten à la basse et aux chœurs, de Liam « Rory C » Clewlow à la guitare et de Rob Rolfe à la batterie.
Surfant sur la vague Myspace, Enter Shikari obtient une place au Download Festival 2006, puis fait salle comble à l'Astoria de Londres, étant ainsi l'un des premiers groupes à succès de la toile. Celui-ci se confirme ensuite à la sortie du premier album Take to the Skies, qui se classe à la quatrième place des charts britanniques et est disque d'or. Les albums suivants décrivent la même trajectoire : Common Dreads, sorti en 2009 et depuis certifié disque d'argent, entre à la seizième place, A Flash Flood of Colour (2012), The Mindsweep (2015) et The Spark (2017) figurent dans le top 10 dès la première semaine.
Les membres du groupe sont responsables de leur propre label, Ambush Reality, mais ont signé auprès de majors afin d'assurer la distribution de leurs albums dans le monde. Leur style est difficile à décrire car il y a beaucoup d'influences musicales sur un même album, et parfois dans une même chanson. Globalement, ils représentent le croisement entre le post-hardcore, le screamo, le punk et l'electro.

## Biographie

### Débuts (1999–2003)

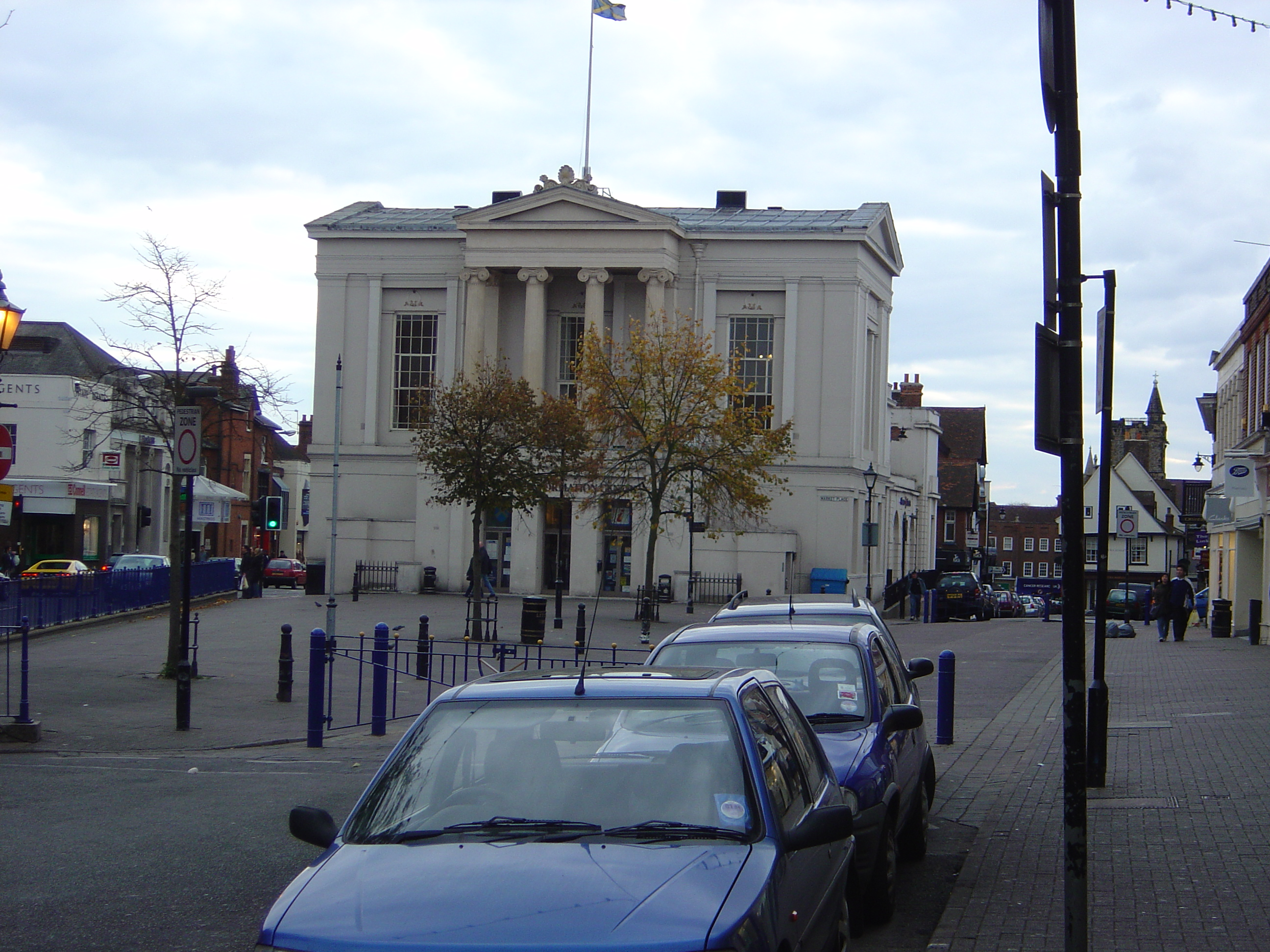
St Albans, ville d'origine d'Enter Shikari

En 1999, le groupe, au départ nommé Hybryd, se forme avec Reynolds à la guitare, Batten à la basse et Rolfe à la batterie. Ils sortent un maxi appelé Commit No Nuisance qui comporte les chansons Perfect Pygmalion et Fake.
En 2003, le groupe devient Hybryd Enter Shikari et révolutionne la sonorité de sa musique en recrutant Clewlow à la guitare afin que Reynolds puisse se concentrer sur l'électronique. Puis, à St Albans en Angleterre, ville originaire des quatre membres, Enter Shikari naît sous sa formation actuelle : Roughton Reynolds au chant et à l'électronique, Liam Clewlow à la guitare, Chris Batten à la basse et Rob Rolfe à la batterie. Ils enregistrent en 2003 dans le garage de Batten leur premiers EPs Nodding Acquaintance et Sorry You're Not a Winner, puis Anything Can Happen in the Next Half Hour en 2004. Ils les mettent à disposition sur leur site web et lors de leurs concerts. Ils prévoient alors en 2005 de faire un EP sur lequel on retrouve les premières versions de Return to Energiser et Labyrinth, ainsi que les prémices des chansons Ok! Time for Plan B et We Can Breathe in Space enregistrées à cette époque. Finalement, seuls les enregistrements sont disponibles en ligne.

### Take to the Skies(2003–2008)
Enter Shikari profite de l'apogée du réseau social Myspace pour se faire connaître avec plus de 85 000 fans qui suivent leur page,. Grâce à ce succès sur la toile, les majors leur proposent des contrats, qu'ils refusent systématiquement avant de créer pendant l'été 2006 leur propre label : Ambush Reality. Le groupe obtient par ailleurs une place sur la scène Gibson/Myspace du Download Festival 2006 et est interviewé par la presse musicale telle que Kerrang! et Rock Sound.
Le 28 août, ils publient le single Mothership à seulement 100 exemplaires, qui devient le single de la semaine sur l'iTunes Store,. Leur premier vrai single, sorti le 30 octobre de la même année, comporte des versions réenregistrées de Sorry You're Not a Winner/OK! Time for Plan B, qui avaient déjà été présentées sur l'un des EPs. Limité à 1 000 exemplaires, le disque se vend en moins d'une semaine. Le 4 novembre 2006, ils deviennent également le deuxième groupe sans label, après The Darkness, à faire salle comble au London Astoria.

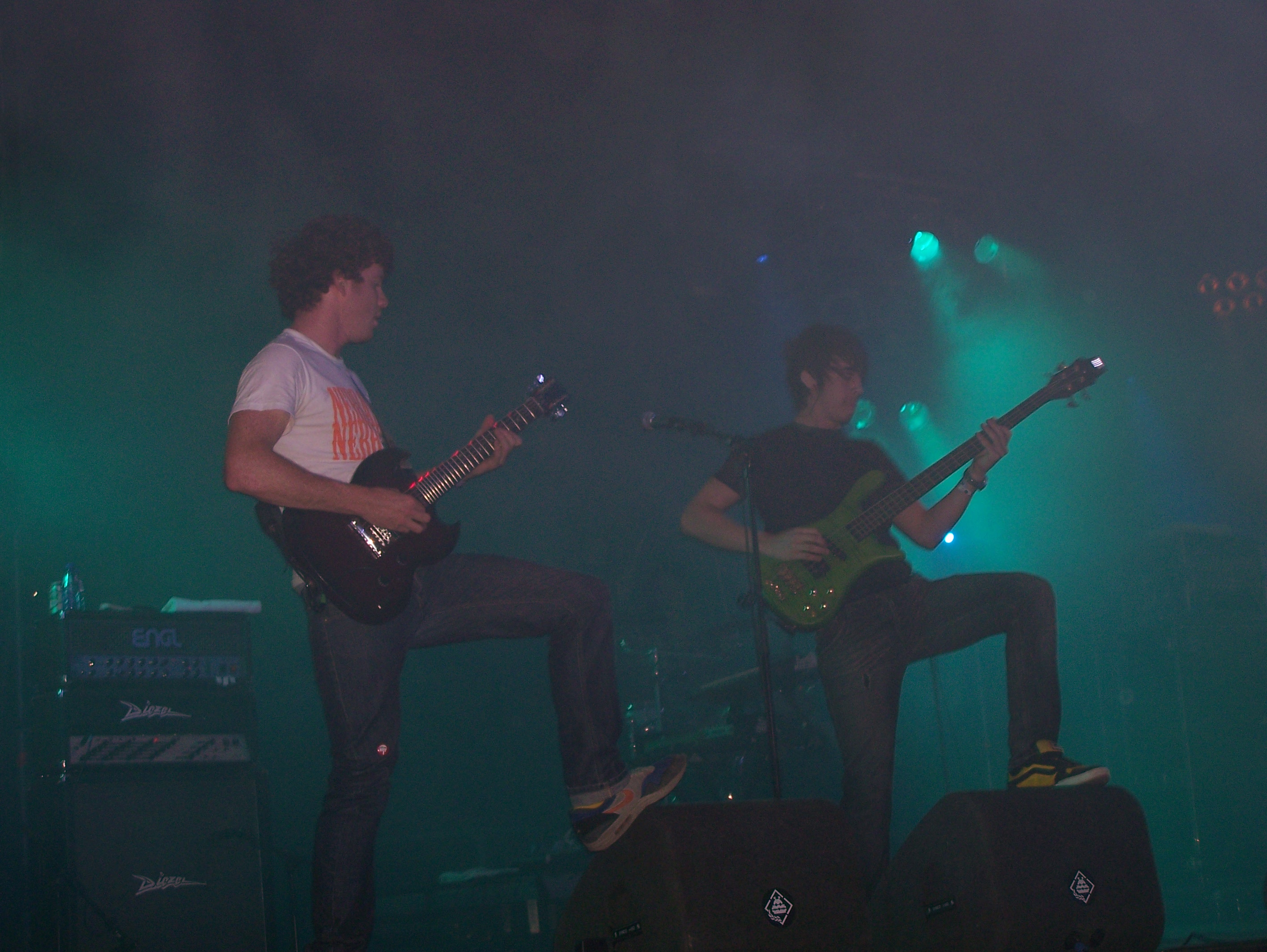
Chris et Rory sur scène en 2007.

À la mi-janvier 2007, le single Mothership entre directement à la 151e place dans le classement des singles anglais, qui est majoritairement basé sur les téléchargements puisque seulement 100 exemplaires physiques sont vendues. Il est suivi une semaine plus tard par Sorry You're Not a Winner/OK! Time for Plan B qui termine à la 182e place du UK Singles Chart et à la 146e du UK Download Chart. De plus, la chanson figure parmi les titres des jeux vidéo EA Sports NHL 08 et Madden NFL 08. Ils font aussi partie du NME New Noise 2007, une liste des groupes que le journal considère comme les plus susceptibles d'avoir du succès dans l'année à venir. Sur les listes des précédentes années, on peut retrouver Arcade Fire, Hot Chip ou Bloc Party.
Le single suivant est Anything Can Happen in the Next Half-Hour, sorti le 5 mars 2007. C'est la deuxième chanson du premier album à sortir avant celui-ci et elle se classe 27e aux charts anglais. Peu de temps après, le 19 mars, le premier album du groupe, Take to the Skies, paraît et atteint la 4e place du UK Albums Chart dès le 25 mars avec 28 000 exemplaires vendus. Il est disque d'or au Royaume-Uni avec plus de 100 000 ventes et s'écoule à hauteur de 250 000 exemplaires dans le monde. Vanté par NME, l'album contient beaucoup de chansons qui ont figuré sur les démos, singles et EPs sortis les années précédentes, entrecoupées de pistes sans titre, numérotées et nommées Interlude. Le 30 mars, Enter Shikari communique également sur leur prochain single : Jonny Sniper, mis en ligne le 21 mai et qui paraît le 18 juin, mais la chanson reçoit de mauvaises critiques de la part de NME, notamment décrite comme « la plus mauvaise chanson jamais faite ». Elle se classe malgré tout 75e.
De mai à août 2007, le groupe joue au Virgin Festival, au Rock am Ring en Allemagne, au Download Festival, au Rock Werchter en Belgique, au Reading and Leeds Festivals, et à Rock en Seine en France. Enter Shikari effectue ainsi plus de 500 concerts en 2007, dont trois tournées en Amérique du Nord grâce à la signature avec le label Tiny Evil qui leur offre une couverture sur le territoire américain ou encore à la Carling Brixton Academy, dans laquelle ils jouent à guichets fermés. Le groupe sort une compilation de démos, de faces-B et de sessions radio intitulée The Zone, le 12 novembre,.
En janvier 2008, Enter Shikari effectue pour la première fois une tournée en Nouvelle-Zélande et en Australie dans le cadre du Big Day Out, ainsi que deux spectacles à guichets fermés à l'Hi-Fi Bar de Melbourne,.
Le 13 mai, le groupe publie sur la page YouTube du groupe, la première vidéo d'une série appelée Enter Shikari: In The Low. Ils y présentent l'enregistrement du nouveau single We Can Breathe in Space, They Just Don't Want Us to Escape et y font la démonstration de leur nouveau matériel. Le 28 juin, au Pitz de Milton Keynes, Enter Shikari donne un concert au cours duquel ils jouent en avant-première une des nouvelles chansons choisies pour figurer sur le nouvel album : Step Up. Le lendemain, ils jouent aux côtés de Linkin Park, Jay-Z, N*E*R*D, The Bravery, Innerpartysystem et Pendulum lors du Projekt Revolution au National Bowl de Milton Keynes. Le 8 août, NME annonce que la chanson We Can Breathe in Space, They Just Don't Want Us to Escape sortira finalement en single le 3 novembre, puisqu'elle est le résultat du réenregistrement d'une démo de 2005 et que le groupe part en tournée au Royaume-Uni et en Irlande enchaînant 28 concerts pendant six semaines, commençant le 30 septembre au Camden Underworld et terminant par 3 soirs début novembre à l'Astoria 2,.

### Common Dreads(2009–2010)

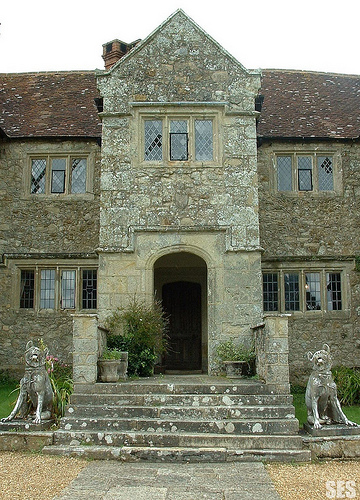
L'Arreton Manor, lieu d'enregistrement de Common Dreads.

Le groupe commence l'enregistrement du second album à la fin 2008 et affiche ses progrès à travers les épisodes d'In the Low sur YouTube. L'enregistrement se fait à l'Arreton Manor de l'île de Wight avec le producteur Andy Gray (Killer Sounds de Hard-Fi).
Le 9 mars 2009, NME confirme qu'Enter Shikari a fini de travailler sur Common Dreads et annonce qu'ils feront une tournée au Royaume-Uni et en Europe après un passage au festival South by Southwest d'Austin, concert au cours duquel ils jouent deux nouvelles chansons Step-Up et Antwerpen, mises ensuite à disposition en téléchargement gratuit sur leur site web,. Lors de la tournée américaine, le batteur Rob Rolfe n'est pas en mesure de participer aux concerts en raison d'un refus de visa pour une ancienne arrestation. Le groupe choisit donc Christopher « Noddy » Mansbridge, le batteur de Fellsilent, pour le remplacer en son absence.
Le 15 avril, la chanson Juggernauts est jouée sur la BBC Radio 1 lors de l'émission Hottest Track in the World de Zane Lowe et sort sous forme de single le 1er juin avec en face B All Eyes on the Saint. L'enregistrement se fait en compagnie du musicien Danny Sneddon. Metal Hammer est le premier site à publier en ligne un descriptif de l'album piste par piste. Dès qu'Andy Copping, promoteur du festival, annonce sur la chaîne Scuzz qu'il y aurait deux groupes secrets au Download Festival 2009, il est fortement spéculé qu'Enter Shikari serait l'un d'eux, information confirmée le 9 juin. Enter Shikari est de nouveau présent au Rock am Ring et aux Reading and Leeds Festivals les 28 et 29 août pour jouer des chansons de Common Dreads, ainsi que des versions acoustiques de Juggernauts, No Sleep Tonight et Adieu de Take to the Skies,.
Common Dreads est distribué par Ambush Reality le 15 juin en Europe, le 16 aux États-Unis et fait ses débuts à la 16e place de l'UK Albums Chart avec 15 000 exemplaires vendus dès sa première semaine. Le deuxième single de l'album No Sleep Tonight paraît le 17 août et se classe 63e. Une version légèrement modifiée de la chanson Wall sort en version radio, et une vidéo pour la chanson Zzzonked faite des clips du concert à l'Université d'East Anglia de Norwich est également distribuée.
L'album a une portée beaucoup plus politique que le premier puisqu'il évoque plus ouvertement le climat économique actuel. L'usage des métaphores pour traiter de certains sujets socio-politiques est remplacé par des paroles directes, avec notamment une vive critique du libre-échange mondial sur Step-up, ou encore de la volonté de l'Angleterre de faire la guerre partout dans Fanfare for the Conscious Man. Au niveau musical, on note aussi un changement stylistique. Les paroles sont désormais chantées de vive voix et les mélanges de drum and bass, d'electro house et de dubstep sont autant explorés que l'avaient été la transe et l'industrial hardcore sur le premier album.
Le nouveau single Thumper sort le 19 janvier sur la BBC Radio 1, tout comme la chanson Tribalism, qui est jouée en premier sur Radio 1, le 16 février. Ces chansons proviennent de la compilation de faces B et de remixes Tribalism, sortie le 22 février, peu de temps avant la parution de Common Dreads,. Roughton Reynolds annonce que « chaque chanson a été remixée par des artistes du label Hospital Records dans des versions drum and bass » et qu'ils en font donc un 12". « Puis nous ferons de même pour les singles remixés par le label dubstep True Tiger ». Mais il est dit plus tard dans une interview de Radio 1 qu'ils ont en fait seulement remixé leurs principaux singles. Le 9 juillet, Rob Rolfe obtient enfin son visa pour les États-Unis, et passe la douane le 30 septembre à l'aéroport de Houston pour la tournée du groupe en Amérique du Nord d'octobre à novembre, ce qu'il confirme sur son compte Twitter en laissant « Amérique, je suis de retour ».
Aux mois de février-mars, Enter Shikari rejoint le festival australien Soundwave avec d'autres groupes tels que A Day to Remember et Architects, faisant des concerts à Brisbane, Sydney, Melbourne, Adélaïde et Perth. Le groupe continue ensuite à tourner au Japon avec A Day to Remember et Escape the Fate, puis, ils sont aux côtés d'August Burns Red et Silverstein sur la tournée Toursick du groupe A Day to Remember du 1er avril au 13 mai,.

### A Flash Flood of Colour(2011–2013)

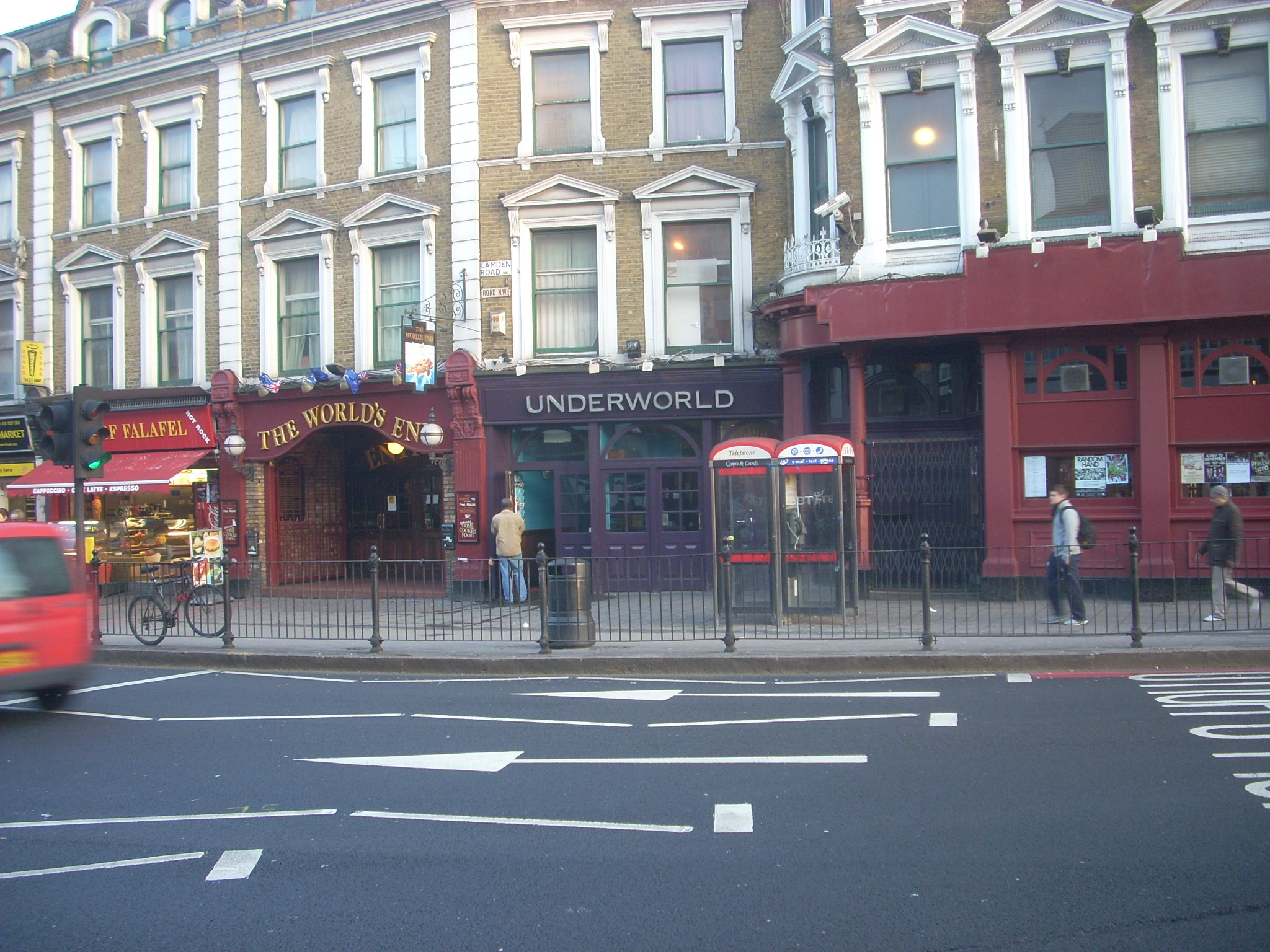
Underworld à Camden, Londres.

Le 14 juin 2010, Enter Shikari annonce qu'ils retournent en studio pour faire une nouvelle chanson appelée Destabilise, qui est ensuite mise à disposition en téléchargement le 26 octobre, puis sur un 7" en édition limitée le 29 novembre. En juin et juillet, le groupe prend part au Warped Tour aux États-Unis,,,,, puis est tête d'affiche du Redfest et aux Reading and Leeds Festivals. Le groupe fait ensuite la première partie de The Prodigy à Milton Keynes. Ils effectuent aussi un concert exclusif à l'Underworld de Camden le 26 juillet, qui est filmé et enregistré, donnant lieu à des vidéos sur Live from Planet Earth. En août, Enter Shikari retourne sur les côtes australiennes pour une tournée nationale à guichets fermés à Adélaïde, Sydney et Melbourne, et presque complet à Perth et Brisbane,.
En septembre, Enter Shikari collabore avec le groupe de drum and bass The Qemists sur le single Take it Back sorti le 28 mars 2011, avant d'entamer sa tournée Destabilize US Tour le 2 octobre à Houston en compagnie de Haste the Day, Sleeping With Sirens, MSWHITE, et Lights Go Blue, et se terminant le 10 novembre à San Antonio. Le groupe accompagne ensuite Thirty Seconds to Mars sur l'Into the Wild Tour du 27 novembre à Newcastle au 4 décembre à Manchester.
Le 8 mai 2011, le groupe commence l'enregistrement de son troisième album studio à Bangkok, en Thaïlande, enregistrement qui s'achève le 14 juin,. Pendant ce temps, une nouvelle chanson Quelle surprise sort en téléchargement et sur double vinyle 7",, avec un premier passage dans l'émission Hottest Track in the World de Zane Lowe. Fin juin et pendant une bonne partie de l'été, le groupe repart en tournée pour la deuxième année consécutive au Warped Tour à la suite de sa signature avec le label Hopeless Records. Le 11 juillet, le groupe sort son troisième live et premier DVD Live from Planet Earth,. Lors des émeutes à Londres en 2011, l'entrepôt de PIAS Recordings dans la capitale est en partie incendié et une grande partie du stock y est perdu, affectant la distribution de l'album et d'Enter Shikari en général par la suite. L'annonce est faite sur la page Facebook du groupe alors que les fans s'inquiètent des ravages des incendies, puis confirmée par Reynolds dans un entretien à Rock Sound.
Enter Shikari est une nouvelle fois présent aux Reading and Leeds Festivals à la fin août. Le 19 septembre, le groupe annonce que le premier single de leur futur album se nomme Sssnakepit. Il paraît le 20 septembre avec une vidéo enregistrée au Dingwalls Club de Camden,. Une vidéo live en avant-première de la chanson est postée sur Facebook. Le groupe montre les influences rap hardcore et le thème politique suggéré par celle-ci. Enter Shikari entame alors sa tournée européenne débutant à Kiev, en Ukraine, le 7 septembre, et se terminant à Tilbourg, aux Pays-Bas, le 3 octobre et dont les premières parties sont assurées par Your Demise et Letlive. Le groupe joue une nouvelle chanson intitulée Arguing with Thermometers lors de leur concert à Varsovie le 12 septembre. Le 19 septembre, Sssnakepit est jouée deux fois de suite lors de l'émission Hottest Track in tThe World de Zane Lowe. Le clip, produit par Stand Your Ground Media, est diffusé la même semaine. Arguing with Thermometers est présentée lors de la session sur la BBC Radio 1 comme une piste du futur album. Une fuite du magazine Rock Sound le 12 octobre révèle que le troisième album d'Enter Shikari se nomme A Flash Flood of Colour et sera distribué à partir du 9 janvier 2012. Cependant, en raison de problèmes d'expédition, le groupe décale la date de sortie d'une semaine, au 16 janvier, ainsi qu'une tournée au Royaume-Uni en mars. L'album est coproduit par le groupe et Dan Weller, puis mixé par Mike Fraser à Vancouver. En fin d'année, Enter Shikari se lance dans une tournée américaine intitulée The Dead Throne Tour avec The Devil Wears Prada, Whitechapel, et For Today, qui débute le 6 novembre à Chicago et s'achève le 17 décembre à Royal Oak, dans le Michigan. Le 7 décembre, le groupe met à disposition en parallèle sur leur comptes Facebook, YouTube et iTunes la chanson Gandhi Mate, Gandhi. Elle est également diffusée dans l'émission de Zane Lowe sur la Radio 1.
Le 5 janvier 2012, la version studio de Arguing with Thermometers est postée sur leur page YouTube, puis jouée dans la matinée lors de l'émission Hottest Track in the World de Zane Lowe. La vidéo officielle est ensuite téléchargeable à partir du 17 janvier. Quelques jours avant, une bande-annonce est présentée dans laquelle on peut voir Reynolds incarnant un journaliste dénommé « Philis McCleavland ». Le groupe fait alors la promotion de son nouvel album A Flash Flood of Colour lors de trois concerts : au Borderline de Londres, à l'Hippodrome de Kingston upon Thames et au Cockpit de Leeds. Une semaine après sa sortie, l'album se classe 4e de l'UK Albums Chart,.
Ce 3e album a clairement une orientation politique, ou plutôt « anti-politique » comme défini par le groupe lui-même qui dénonce fortement le système financier capitaliste et ses excès, la crise de la zone euro, ou encore les émeutes dans les grandes villes britanniques à l'été 2011, ainsi que les programmes d'austérité à répétition. Cet opus fait donc d'Enter Shikari un des groupes les plus engagés du Royaume à travers une musique brutale et des textes relativement sombres, mais le groupe conclut malgré tout sur une note d'espoir,. En février, le groupe rejoint le Soundwave Festival à Brisbane et Sydney avant plusieurs dates le mois suivant en Europe, puis au Royaume-Uni. À l'été, Enter Shikari participe à plusieurs festivals, dont le Rock am Ring le 1er juin, celui de l'île de Wight le 22, le T in the Park le 7 juillet et les Reading and Leeds Festivals les 25 et 26 août. Entre-temps, ils publient le single Warm Smiles Do Not Make You Welcome Here le 2 juillet outre-Manche. Après un très court passage en Afrique du Sud lors de l'OppiKoppi Festival début août, le quatuor effectue plusieurs concerts en Australie pendant le mois de septembre avant d'enchaîner avec trois spectacles à Kiev, Moscou et Saint-Pétersbourg les 12, 13 et 14 octobre.
Au cours de leur tournée de deux mois aux États-Unis en première partie de Falling in Reverse, l'album A Flash Flood of Colour est récompensé dans la catégorie « Meilleur Album Indépendant de l'Année » lors des AIM Awards. Nommé également dans les catégories « Artiste/Groupe le plus travailleur » et « Meilleure Prestation Scénique », Enter Shikari est respectivement battu par 65 Days of Static et The Prodigy. Ne souhaitant pas se reposer, le groupe revient pour une nouvelle série de concerts au Royaume-Uni et en Europe pour décembre 2012 et janvier 2013, avec notamment un soir à La Cigale à Paris le 25 janvier.
Enter Shikari continue sur sa lancée et enchaîne les tournées tout au long de l'année, avec quelques festivals estivaux notamment, dont le Hovefestivalen en Norvège, le Sziget Festival en Hongrie et le Main Square Festival d'Arras. En février, le groupe est nommé dans la catégorie « Meilleur groupe de fans » lors des NME Awards 2013, mais est battu par Muse. Le 5 avril, le quatuor publie un nouveau single, The Paddington Frisk, accompagné d'une tournée sur le reste du mois au Royaume-Uni. Enter Shikari fait également partie des nommés pour les catégories « Meilleur groupe live » et « Meilleur groupe britannique » des Kerrang! Awards 2013 et en repart de nouveau bredouille. En parallèle de leurs nombreux concerts, ils publient deux autres singles en 2013 : Radiate le 11 juin et Rat Race le 4 novembre.

### The Mindsweep(2014-2016)

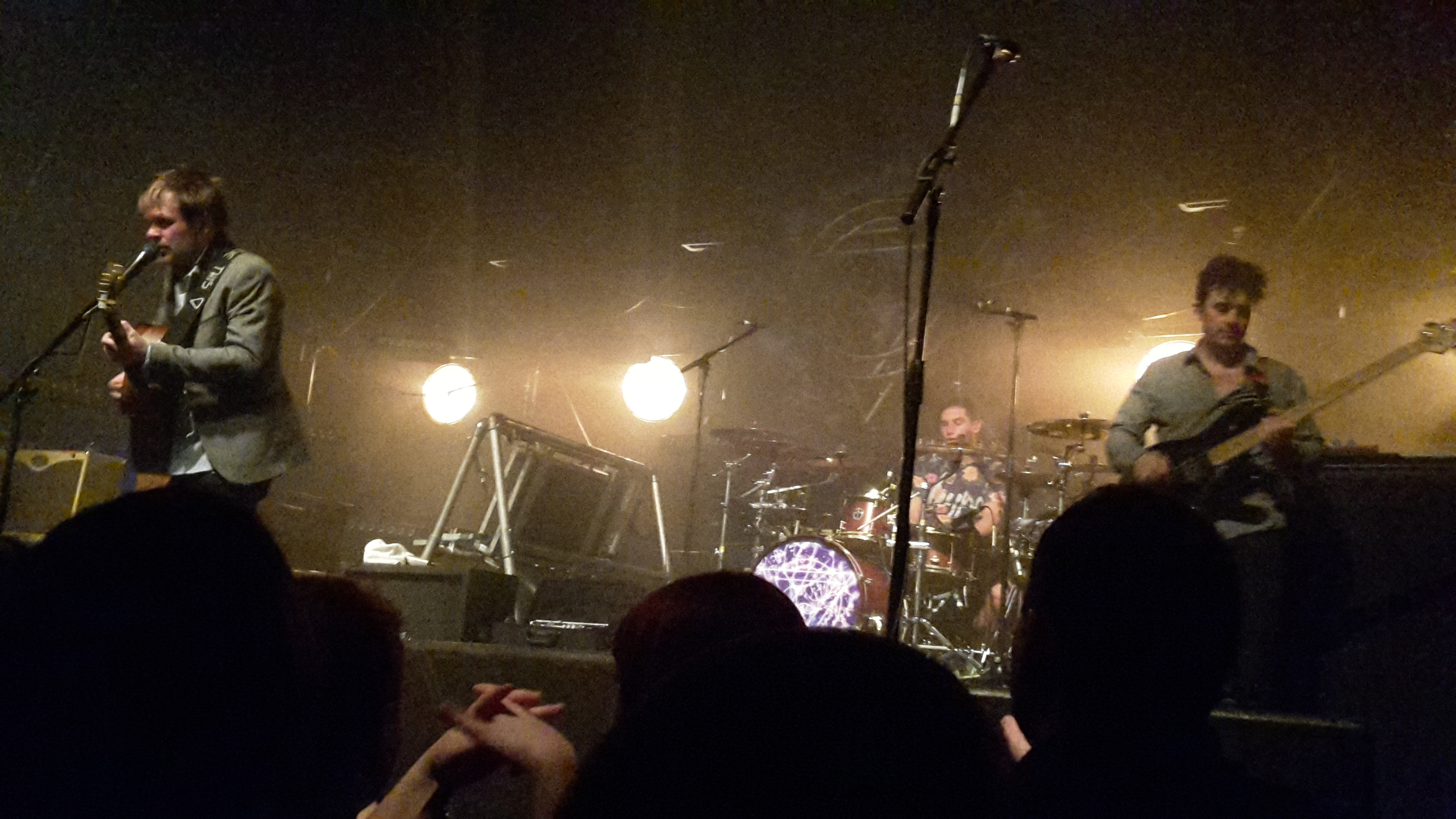
Enter Shikari en concert à la Cigale à Paris le 2 février 2015.

Le groupe annonce début 2014 qu'ils se produiront peu sur scène puisqu'ils sont en phase d'écriture et d'enregistrement de leur futur quatrième album. À la rentrée, ils annoncent celui-ci, The Mindsweep, pour le 19 janvier 2015 au Royaume-Uni. Le disque est de nouveau produit par Dan Weller (en) et mixé cette fois-ci par Jeremy Wheatley. Pour le promouvoir, une tournée en Europe débute avant même sa sortie : Enter Shikari se produit ainsi à Bruxelles le 9 janvier, à La Cigale (Paris) le 2 février et au Transbordeur de Lyon le 4. Plusieurs dates au Royaume-Uni sont également prévues à partir de mi-février, avant une tournée aux États-Unis au cours du printemps avec Stray from the Path, Hundredth, A Lot Like Birds et I, The Mighty. Ce quatrième album studio entre à la sixième place des charts britanniques. Le 30 octobre, ils publient The Mindsweep: Hospitalised, leur premier album remix, en collaboration avec des artistes du label Hospital Records,.
Le 12 janvier 2016, ils publient le single indépendant Redshift après un passage sur la BBC Radio 1, avant de partir en tournée au Royaume-Uni durant le mois de février. Le concert du 27 à l'Alexandra Palace de Londres est enregistré puis publié en tant qu'album live le 18 novembre sous le nom Live at Alexandra Palace. Trois semaines plus tôt, la chanson inédite Hoodwinker était publiée par le groupe, annonçant au passage commencer à travailler sur son prochain album, l'actualité leur donnant de l'inspiration.

### The Spark(2017-2019)
Ils célèbrent en mai 2017 le dixième anniversaire de la sortie de leur premier album en faisant la tête d'affiche du Slam Dunk Festival, puis préparent la sortie de leur cinquième album studio avec le single Live Outside le 1er août. The Spark est publié le 22 septembre et est accompagné d'une tournée européenne jusqu'à la fin de l'année,.
Le 15 février 2019, ils sortent deux albums live, Take to the Skies. Live in Moscow. May 2017 et Live at Alexandra Palace 2, tous les deux enregistrés en 2017 durant les tournées deTake to the Skies 10 Year Anniversary Tour et The Spark World Tour. Le 12 aout 2019, le groupe sort le single indépendant Stop the Clocks.

### Nothing Is True & Everything Is Possible(depuis 2019)
Le 10 février 2020, sort un nouveau titre The Dreamer's Hotel, stylisé en { The Dreamer's Hotel }. Le même jour, le groupe annonce la sortie de leur nouvel album Nothing Is True & Everything Is Possible qui sortira le 17 avril 2020. Quasiment un mois après la sortie du titreThe Dreamer's Hotel, le clip sort. Les singles The King, stylisé "thē kĭñg" et T.I.N.A. suivront ensuite, respectivement sorti le 8 et le 22 mars 2020,.

## Style et influences musicales

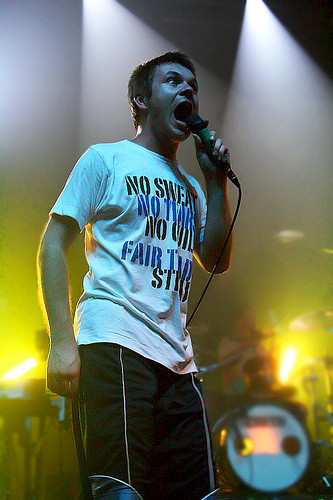
Roughton lors du concert au London Astoria.

Enter Shikari se compose de Roughton Reynolds au chant, de Liam Clewlow à la guitare, de Chris Batten à la basse et de Rob Rolfe à la batterie. Roughton est aussi au clavier et au synthétiseur pour la partie électronique des chansons du groupe, tandis que Clewlow et Batten complètent de leur voix. Le quatuor a un style difficile à définir, au point de se demander à quel genre appartient réellement le groupe.
Leur musique est décrite comme hybride, mariage d’un hardcore accompli et d’une trance bien incorporée, « à la croisée […] d'un prog-rock prodigieusement abusif, de la transe et de la démence, […], ils jouent un hard-rock électronique et épileptique exténuant sur disque » (JD Beauvallet - Les Inrockuptibles). Pour Alex Denney, du New Musical Express (NME), il s'agit d'« un mélange incroyablement autonome qui ne ressemble à aucun autre genre, de post-hardcore, de rave et une agression de nu-metal, comme mis dans l'accélérateur à particules du CERN avec les commandes réglées sur l'holocauste sub-atomique et laissés seuls à s'agiter bruyamment. » James Young de BBC commente : « Alors c'est l'orgie, mais de quelle musique ; trancecore, emocore, nu-emotional hardcore rave, electro-screamo » Il ajoute qu'« une partie hardcore, une partie rock, une explosion de trance et un peu de drum 'n' bass. C'est, à ce qu'ils disent, un mélange grisant, et d'une manière, ça l'est ? ! »
Après trois albums, le groupe garde son identité et son style, mais observe malgré tout une évolution dans sa musique et ses paroles. La portée s’en veut plus politique, débutée sur la chanson Step-Up et très fortement accentuée sur l'album A Flash Flood of Colour lancé par System… Meltdown, sans pour autant atténuer le côté expérimental (Arguing with Thermometers, Gandhi Mate, Gandhi). Une accalmie est observée sur le dernier album (Stalemate). Ils se démarquent dès leurs débuts des groupes avec lesquels ils sont régulièrement comparés (Klaxons, Hadouken!, Shit Disco, Crystal Castles), étant même surnommés les « sales mioches » de leur génération. C'est pour cette raison qu'à la sortie de leur premier album Take to the Skies, Enter Shikari est récompensé par NME du John Peel Award 2007 pour son « Innovation musicale »,, ainsi que du Kerrang! Award 2007 dans la catégorie « Spirit of Independence » et est élu la même année par le magazine Rock Sound « groupe qui va le faire en 2007 ».
Tout autant que leur style se décrit difficilement, leurs influences semblent nombreuses. Dans un premier temps, le groupe Fugazi est cité pour sa forte énergie déployée, mais avec le temps, un rapprochement avec The Prodigy paraît plus approprié bien que certaines chansons de l’album A Flash Flood of Colour ne soient pas sans rappeler la trajectoire prise par Linkin Park,. « Côté obscur » de Klaxons, Enter Shikari se rapproche aussi des groupes américains Underoath et Chiodos par ses remixes dance au synthé.
En concert, leur musique reste tout aussi dynamique. Nommé « Most Incendiary Live Band In Britain », Enter Shikari ne perd rien de sa puissance lors de ses spectacles. « Car la scène reste bien sûr l'habitat naturel de ces forcenés qui possèdent plusieurs têtes pour tout oser, tout rosser, et encore plus de jambes pour pogoter furieusement. C'est ce mélange de culture et de barbarie, de science et d'inconscience qui sauve cette incongruité du seul statut de freak, d'outrance », commente JD Beauvallet des Inrockuptibles. Sur scène ou plutôt dans la foule, Roughton chante de sa voix rauque et screamo au milieu des fans. C’est à travers ce type de prestations que le groupe rafle en 2007 le titre de « Best Live Band » par Kerrang! et l’est élu en 2011 par les lecteurs de Ourzone Reader.
Depuis 2010, Enter Shikari fait la promotion du Mouvement Zeitgeist et des films Zeitgeist: Addendum et Zeitgeist: Moving Forward, et déclare à plusieurs reprises être très inspiré musicalement par ce mouvement qui plaide pour la construction d'un monde durable et qui dénonce notre structure sociale dépassée : « Zeitgeist semble offrir la seule véritable analyse impartiale et objective de la situation actuelle de notre planète. Nous avons beaucoup de respect pour les gens qui ne suivent pas aveuglément la pensée conventionnelle actuelle et la culture sans se poser de question - d'autant plus que notre situation actuelle dans le monde est insoutenable et entraîne d'innombrables souffrances inutiles. Donc, en dehors de nous inspirer lyriquement, Zeitgeist nous incite à ne pas suivre les pensées conventionnelles sur la musique. »

## Origines du nom

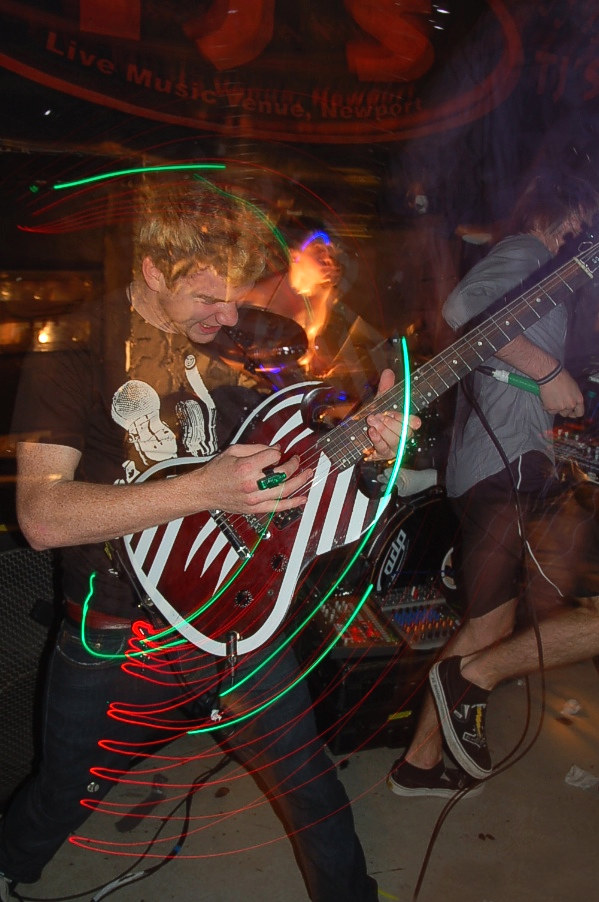
Concert du groupe en 2006.

Le nom du groupe provient d'un vieux comic book des X-Men. Shikari signifie aussi « chasseur » en marathi, persan, hindi, népalais, ourdou, punjabi et bengali.
Le logo et le thème graphique évoluent avec le temps. Ainsi, on distingue trois périodes, une par album et dont les singles associés bénéficient. Sur Take to the Skies, la typographie est de type gothique avec caractères gras et bâtonnets de lettres doublés. Des bandes vertes et rouges décolorées forment des branchements partant du centre, composé d'un amalgame de dessins repris des différents singles. Pour Common Dreads, le logo s'écrit en lettres grecques : ΣΠTΣR SHΦKΔRΦ, ce qui n'est pas sans rappeler la similitude visuelle avec les caractères latins. L'album évoquant la Grande-Bretagne et son penchant pour la guerre, le choix du lion comme pièce maîtresse du design, symbole de l'Angleterre, et de couleur rouge est fait pour marquer les esprits. Puis sur A Flash Flood of Colour, le groupe choisit un style plus sobre avec des caractères droits illuminés.

## Ambush Reality
Malgré plusieurs propositions de grands labels, Enter Shikari lance Ambush Reality à l'été 2006. Codétenu et géré par les membres du groupe et certains de leurs amis, le label indépendant est aujourd'hui le seul à produire le groupe. Celui-ci estime que pour faire une tournée en Amérique du Nord, il est nécessaire d'avoir un label plus important. C'est donc dans cette optique que le 28 août 2007, Ambush Reality rejoint Tiny Evil, un label d'Interscope Records afin d'en assurer la sortie de Take to the Skies aux États-Unis, label qu'ils gardent jusqu'en 2010.
Ambush Reality signe aussi un accord avec Warner Music pour la sortie de l'album Common Dreads et les futurs disques du groupe, afin d'en rendre plus facile la distribution en dehors du Royaume-Uni, et d'en faire une promotion plus large.
Le 7 mai 2011, Enter Shikari/Ambush Reality rejoint PIAS Recordings et assure par la même occasion la distribution au Royaume-Uni, en Europe, au Japon et en Australie. Le 21 juin, après avoir arrêté sa collaboration avec WMG depuis quelques mois, le label rejoint Hopeless Records pour assurer la promotion du groupe sur la zone nord-américaine, avec la couverture intégrale du Vans Warped Tour.

## Membres
- Roughton « Rou » Reynolds — chant, clavier, synthétiseur
- Liam « Rory » Clewlow — guitare, voix
- Chris « Batty C » Batten — basse, voix
- Rob Rolfe — batterie

## Discographie

### Albums studio
- 2007 : Take to the Skies
- 2009 : Common Dreads
- 2012 : A Flash Flood of Colour
- 2015 : The Mindsweep
- 2017 : The Spark
- 2020 : Nothing Is True & Everything Is Possible
- 2023 : A Kiss for the Whole World

### Albums en public
- 2009 : Live at Milton Keynes - Bootleg Series Vol. 1
- 2010 : Live at Rock City - Bootleg Series Vol. 2
- 2011 : Live from Planet Earth - Bootleg Series Vol. 3
- 2012 : Live in London. W6. March 2012. - Bootleg Series Volume 4
- 2013 : Live in the Barrowland - Bootleg Series Volume 5
- 2016 : Enter Shikari Live at Deezer
- 2016 : Live at Alexandra Palace - Bootleg Series Volume 6
- 2019 : Live at Alexandra Palace 2
- 2019 : Take to the Skies: Live in Moscow. May 2017

## Distinctions

### Récompenses
- Take to the Skies (2007) : disque d'or au Royaume-Uni[14]
- NME John Peel Innovation Award 2007[152],[153],[172]
- Kerrang! Awards 2007 : « Best Live Band »[154]
- Kerrang! Awards 2007 : « Spirit of Independence »[154]
- BT Digital Awards 2007 : « Breakthrough Artist of the Year »[173]
- Shockwaves NME Awards 2007[153]
- Élu « groupe qui va le faire en 2007 » par le magazine Rock Sound
- Élu « Best Live Band » 2011 par le magazine Ourzone Reader[160]
- Élu « Who Will Own 2012 » par le magazine Ourzone Reader[160]
- AIM Awards 2012 : « Independent Album of the Year » pour A Flash Flood of Colour[123]

### Nominations
- Kerrang! Awards 2006 : « Best British Newcomer »[174]
- Kerrang! Awards 2007 : « Best British Band »[154]
- Kerrang! Awards 2007 : « Best Single » pour la chanson Sorry You're Not A Winner[154]
- Kerrang! Awards 2007 : « Best Album » pour Take To The Skies[154]
- Kerrang! Awards 2009 : « Best Live Band »[175]
- Kerrang! Awards 2010 : « Best British Band »[176]
- Nommé « Best British Act » 2011 par le magazine Ourzone Reader[160]
- Kerrang! Awards 2011 : « Best British Band »[177]
- AIM Awards 2012 : « Hardest Working Band/Artist »[123]
- AIM Awards 2012 : « Best Live Act »[123]
- NME Awards 2013 : « Best Fan Community »[127]
- Kerrang! Awards 2013 : « Best Live Band »[129]
- Kerrang! Awards 2013 : « Best British Band »[129]